# Neuilly-sur-Seine
Neuilly-sur-Seine je francuska općina u departmanu Hauts-de-Seine unutar pokrajine Île-de-France. Dio je zapadnog pariškog predgrađa kao svojevrsni satelitski grad koji se nalazi na sjecištu željezničkih i cestovnih prometnih pravaca s pariškom podzemnom željeznicom. Budući da se nalazi u samoj blizini Pariza te je njime dobro prometno povezan, u gradu se nalaze sjedišta i poslovnice brojnih većih francuskih i manjih svjetskih poduzeća, poput tiskare The New York Timesa za europsko tržište.
Prema nacionalnom popisu stanovništva iz 2013. u samom gradu živjelo je 62.346 stanovnika. Od 1962. do popisa iz 2006. grad je bilježio stalan pad broja stanovnika unatoč tome što se nalazi u predgrađu Pariza, a najmanji broj stanovnika u novijoj povijesti imao je 1999. kada je imao malo ispod 60.000 žitelja. 2000-ih dolazi do blagog, ali postepenog rasta stanovnika kao posljedica useljavanja velikog broja Afrikanaca, čime se značajno promijenio narodnosni, vjerski i dobno-spolni sastav stanovništva.
Zbog velikoga broja studenata, od kojih se većina ne može obrazovati u Parizu, u gradu se nalazi nekoliko liceja, kolegija, konzervatorija i sveučilišnih odijeljenja Sorbonne.

## Poznati stanovnici
- Jean de La Fontaine, francuski basnopisac,
- Jean-Paul Belmondo, francuski filmski glumac,
- Vasilij Kandinski, ruski ekspresionistički slikar,
- Mireille Mathieu, francuska šansonijerka,
- Edith Piaf, francuska pjevačica kabareta,
- Nicolas Sarkozy, francuski političar; ovdje obavljao dužnost gradonačelnika,
- Mary Wollstonecraft, engleska spisateljica,
- Marine Le Pen, francuska političarka.